# Pseudosinella dobati
Pseudosinella dobati is een springstaartensoort uit de familie van de Entomobryidae. De wetenschappelijke naam van de soort is voor het eerst geldig gepubliceerd in 1965 door Gisin.